# 圣塔克拉·海马诺特教堂
圣塔克拉·海马诺特教堂（英語：St. Takla Haymanot's Church）是埃及亚历山大城的科普特正教会教堂。位于易卜拉欣区，靠近亚历山大体育俱乐部. 该堂在1969年6月19日祝圣，供奉13世纪埃塞俄比亚修士塔克拉·海马诺特。 2007年7月15日，埃塞俄比亚牧首Abune Paulos为了修复埃塞俄比亚正教会和亚历山大科普特正教会之间的关系，对埃及进行地标旅行期间，曾访问该堂。该堂所有的圣像均为著名埃及艺术家Isaac Fanous的作品。 该堂维护互联网上最好的科普特相关网站之一。